# シュネツ部隊

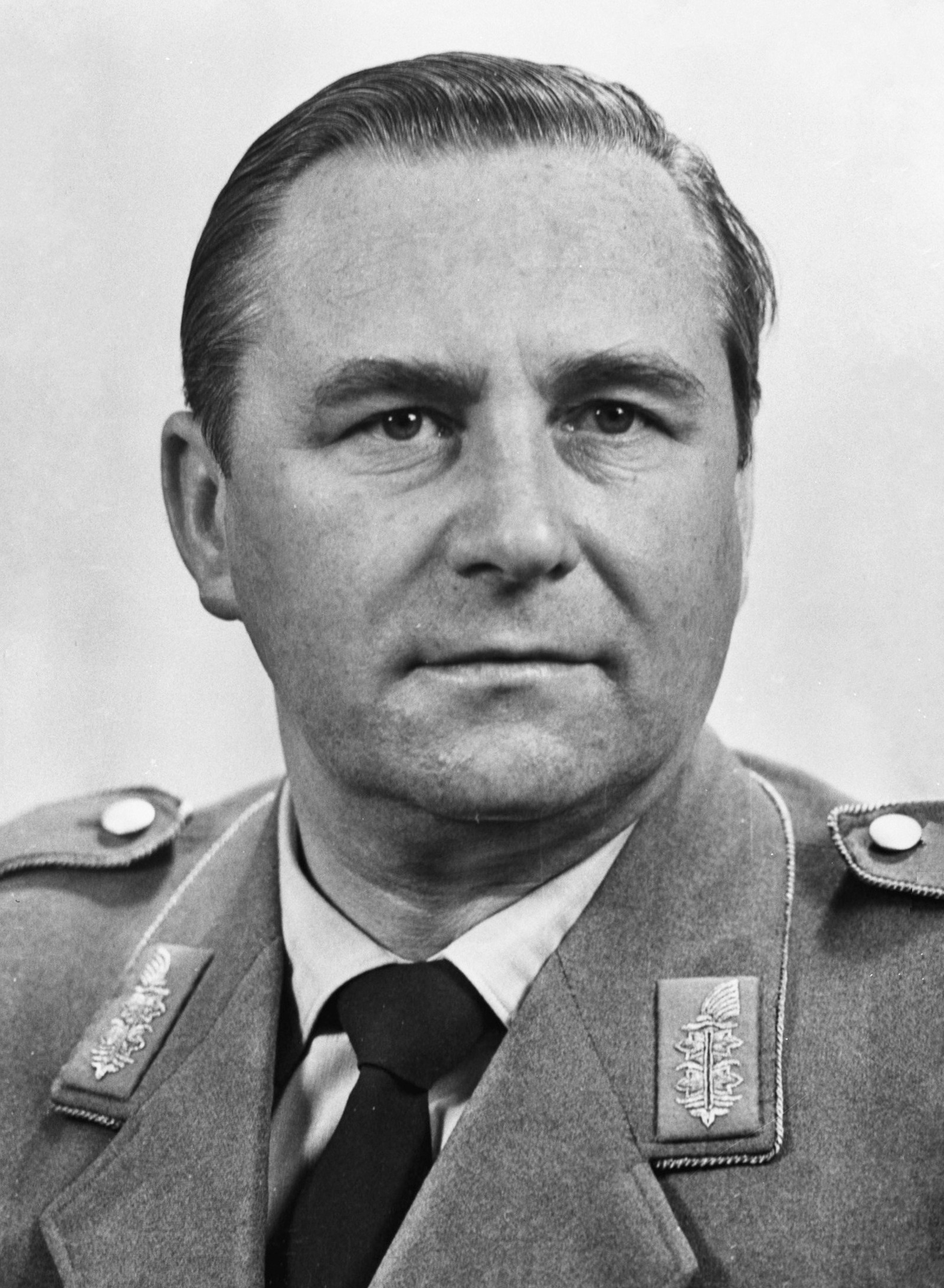
アルベルト・シュネツ（1967年、当時中将）

シュネツ部隊（シュネツぶたい、ドイツ語: Schnez-Truppe）、あるいはシュネツ機関（シュネツきかん、ドイツ語: Schnez-Organisation）は、第二次世界大戦後のドイツ連邦共和国（西ドイツ）にて結成された組織である。構成員は旧国防軍および旧武装親衛隊の元将校らで、再軍備が実現されていなかった西ドイツにおいて、ソビエト連邦による侵攻に対抗することをその目的とした。有事には復員兵らを招集し、国外にて3個ないし4個機甲師団を編成した上、亡命政府のもとで国土奪還のために戦うこととされていた。非公然かつ非合法の組織ではあったが、連邦政府やアメリカ政府から指導および支援を受けていた。その名は主導的な役割を果たしたアルベルト・シュネツ元陸軍大佐に由来する。1955年、ドイツ連邦軍の設置を以て再軍備が実現され、シュネツ部隊はこの前後に解散された。
2014年、歴史家アギロルフ・ケッセルリンク（アルベルト・ケッセルリンク空軍元帥の孫）によって存在が明らかにされた。当時、ケッセルリンクは連邦情報局（BND）が同局の黎明期の歴史を編纂するため設置した委員会に参加しており、人事関係の調査の過程でゲーレン機関（BNDの前身）が作成した文書の中に「保険」計画（Unternehmen Versicherungen）と題されたファイルを見つけた。このファイルこそが秘密裏に組織されたシュネツ部隊の活動に関する記録だった。

## 歴史

### クラック師団の再建構想

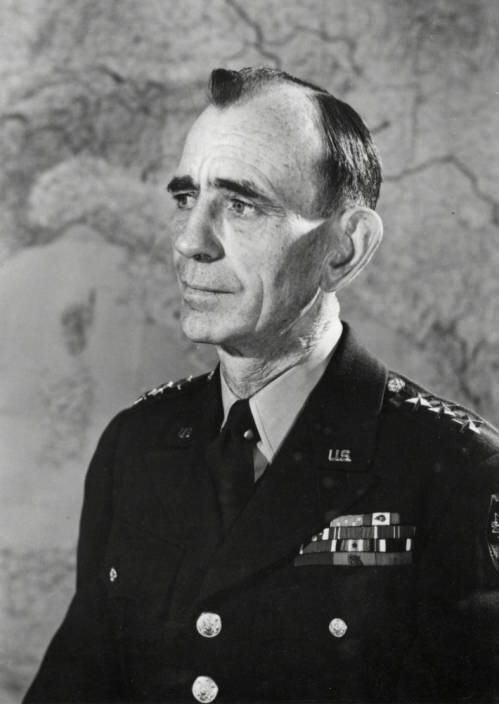
ジョージ・プライス・ヘイズ

西ドイツおよびアメリカの当局が「旧軍の元将兵を招集して再武装させる」という案を検討し始めたのは、朝鮮戦争を受けてのことである。再軍備が未だ行われていない西ドイツにおいて、有事には西側連合国の駐留軍に頼らざるを得ないことは明らかだったが、当時の西ドイツ市民はアメリカ人、イギリス人、フランス人らが本当にドイツのために命を掛けて戦うのか懐疑的だった。同じ頃、西ドイツと対峙するドイツ民主共和国（東ドイツ）では、既に戦車や火砲を備えた事実上の軍隊である兵営人民警察が組織されつつあった。
再軍備の実現に向けた旧軍将校らの暗躍自体は西ドイツ市民にとって公然の秘密とも言えるもので、当時から報道でも取り上げられていた。また、連邦政府や一部野党勢力、アメリカの当局などがその存在と活動を承知していた点も、第一次世界大戦後に結成されたフライコールとの大きな違いである。グレイハウンド運動（Windhund-Bewegung）、ゲルトナー会（Gaertner-Kreis）、同胞団（Bruderschaft）、マイゼル会（Meisel-Kreis）などの旧軍将校グループが非公式な再軍備に向けた活動を行っており、その中にあってシュネツ部隊は最も高度に組織化されたグループだった。
元将兵による旧軍師団再建というアイデアは、「クラック師団」（Crack-Divisionen）という言葉と共に言及された。これは経験豊富な人員と潤沢な装備を備えた部隊を指すアメリカ軍での用語に由来する表現で、例えば陸軍の一般的な装甲師団と比べて倍近い戦車が配備されていた武装親衛隊の装甲師団（第1、第2、第5SS装甲師団）、あるいは陸軍でも大ドイツ師団や装甲教導師団が旧軍におけるクラック師団と見なされた。歩兵師団の中では降下猟兵師団のほか、第1期編成師団、すなわち1939年8月の動員以前にヴァイマル共和国軍の連隊から編成された歩兵師団がクラック師団と見なされた。元将兵を招集すれば速やかにこうした精強な部隊が再建されうると考えられたのである。しかし、武装親衛隊はニュルンベルク裁判で犯罪組織と認定されており、その師団を「軍部隊」と位置づけて再建することは不可能であった。一方、国防軍の師団であっても、その再建は「軍国主義の根絶」を目的に連合国高等弁務官事務所が行った布告、すなわち「軍あるいは類似の集団の組織の禁止」に反することが明白であった。フェリックス・シュタイナー元SS大将は、1948年にドイツの軍備の一部を西側にて維持し、ソ連邦の攻撃があった場合に精鋭師団の要員をライン川以西またはフランスに退避させ、反攻に向けた戦力を保存するという提案をアメリカ側に行ったとされる。第116師団（グレイハウンド師団）の最後の師団長で、コンラート・アデナウアー首相付軍事・安全保障顧問を務めていたゲルハルト・フォン・シュヴェリーン元装甲兵大将は、かつて連隊長として彼に仕えたハインリヒ・フォイツベルガー元少将と共に第116師団の再建を計画した。ただし、フォイツベルガーはやがてドイツ兵が連合国軍のための「弾除け」（Kanonenfutter）に過ぎないのではないかと考えるようになり、シュヴェリーンと決別した。後に報道でグレイハウンド運動と呼ばれたこの計画は、結局それ以上の発展を見せなかった。1950年7月、アメリカの管轄地域で高等弁務官を務めていたジョージ・プライス・ヘイズ中将は再軍備に向けた組織の立ち上げに着手した。この組織は本土勤務局（Zentrale für Heimatdienst）の隷下に設置されたが、6ヶ月後にゲーレン機関の指揮下に移った。
1950年7月10日、ヘイズ、シュヴェリーン、ヘルベルト・ブランケンホルン、ラインハルト・ゲーレンが出席する会議が催された。議題は「ドイツ連邦共和国領土に対するロシア軍の奇襲攻撃が発生した場合に必要となる措置」に関してであった。ドイツ側の出席者らは、ドイツ兵が「連合国軍の弾除けとして使われるにはあまりに有能」なため、ドイツ国民がロシア軍の攻撃に際するドイツ防衛に連合国軍の一部として参加する意欲は低く、一方で連邦政府の要請に基づくドイツの兵隊としてならば、「十分な武器が供給できる限り、連合国とともにドイツを守る」ことができると伝えた。7月17日の2度目の会議では、ヘイズは旧軍の装甲師団などの元将兵を鉄道で国外に脱出させた上、戦闘部隊として再建するという有事の計画を語った。当時、アメリカでは外国人志願兵の入隊を認めるロッジ・フィルビン法が可決され、在オーストリア米軍ではオーストリア市民を初めとする外国人義勇兵の動員を含む有事計画を立てていた。つまり、ヨーロッパでの戦争においては戦力確保のために外国人であるヨーロッパの市民を用いることを想定していたのである。ヘイズ案は「ドイツの軍部隊」を作ろうとしている点で、連邦政府に大いに譲歩したものだった。また、軍を常設せず緊急時に師団の再建を行う方式であれば、ドイツの再軍備に強く反発していたフランスを納得させうるとも期待されていた。
1950年7月22日の会議では、シュヴェリーンからヘイズに旧軍将兵の名誉回復が要請された。ヘイズがこれに応じると、続けて恩給受給資格を持つ元国防軍将兵および遺族の会（Bund versorgungsberechtigter ehemaliger Wehrmachtsangehöriger und ihrer Verbliebenen, BvW）の活動を尊重することを求めた。BvWはドイツ兵士の会（VdS）でも主導的な役割を果たしていたゴットフリート・ハンゼン元海軍大将が会長を務めており、強い影響力を持つ復員兵団体であった。1950年9月2日に作成された覚書では、それまで議論されていた方式での部隊再建が退けられ、ハンゼンのグループを通じての兵員募集が支持された。1950年10月28日、アデナウアー首相によってシュヴェリーンが解任された。先述のグレイハウンド運動が公にされたことに加え、BvWを通じて500人の兵員を募集する通達に関しての報道も解任の理由となった。

### 第25師団戦友会
第二次世界大戦中、シュネツは部隊指揮官を初めとした様々な役職についていたが、輸送関連の任務で才能を発揮した。南ウクライナ戦線やイタリア戦線でも、兵站を支える鉄道網の責任者を務めていた。敗戦後もアメリカ軍の監督下でイタリアにおけるドイツ鉄道建設部隊総監を務めたとも言われている。後にシュネツ自身が語ったところによれば、1948年までこの職名のもとドイツ人労務部隊を率いたという。鉄道建設を指揮する傍ら、十分な信頼を得ていたシュネツはアメリカ軍のための情報収集も行っていた。シュネツはアメリカ側との接触を保ち続け、帰国直後からヘイズが提唱したクラック師団の再建構想を前提に活動していたと見られる。
木材、織物、家具等の取引事業で生計を立てつつシュヴァーベンで暮らしていたシュネツは、かつて自身も勤務した第25師団の戦友会を立ち上げた。会員同士の互助を促し、戦没者の未亡人や孤児への支援を行ったり、戦時中の思い出や各々の近況を話し合うなど、当初は一般的な戦友会と同様の活動が行われていた。戦友会の立ち上げには、シュネツが経営する運送会社で働いていたかつての第25師団長アントン・グラッセル元歩兵大将の協力を受けていた。シュヴェリーン解任直後の1950年11月21日、グラッセルは連邦内務省に雇用され、機動隊総監として有事の警察部隊展開に責任を負う立場についた。
東側による侵攻の可能性は、第25師団戦友会の会員の間でも頻繁に議論されていた。依然として西ドイツは軍隊を保有せず、一方でアメリカは1945年以来ヨーロッパからの撤兵を進めつつあったからである。後にゲーレン機関の職員が作成した記録によれば、緒戦での敗北を許容しつつ、敵後方で活動するパルチザンを組織・指導し、その後にドイツ国外に抵抗の拠点を設置するというのがシュネツらの当初の構想だった。やがて、彼らはその構想に基づいて東側の脅威に対抗するための「軍隊」の組織に着手した。第25師団戦友会の計画は、シュヴェリーンのグレイハウンド運動とよく似たものだった。「軍隊」は少なくとも1951年5月から1953年末まで活動していたことが確実な記録として残るほか、1951年以来存在していたとシュネツが述べたとする記録もある。早ければ1949年夏、遅くとも1950年6月までには立ち上げられていたと考えられている。この「軍隊」は、ヘイズの指令のもとで本土勤務局の隷下に収まっていたグループの1つとされる。

### 非公然の軍隊
1950年までにシュネツの「軍隊」、すなわちシュネツ部隊は形になり始めていた。彼は実業家や志を同じくする旧軍将校らから寄付を募りつつ、他の戦友会組織と連絡を取り合い、さらに運送会社から非常時における車両の提供を取り付けた。
組織の拡大に伴い、有事における集合時点には物資集積のための倉庫が建設されたほか、動員に関する次のような具体的な指示も策定された：1.従軍し武器を携行できる師団所属将兵の全員が家族を連れず特定の集合場所にて以前の大隊ごとに分かれる、 2.これらの人々の移送に必要な輸送手段の確保、 3.移動を実施するための食料と物資の提供。武器の調達は難航したが、有事に際してはグラッセルが警察装備の一部をシュネツ部隊のために提供することとされていた。当時、機動隊は国内反乱への対応を想定し、拳銃のほかに軽/重機関銃や手榴弾、擲弾発射機などを保有していた。これは1948年のチェコスロバキア政変のような反乱に対する警戒であり、またグラッセルは自身が若き日に警察官として鎮圧に参加したヴァイマル共和政時代の騒乱が再現されることも危惧していた。ロベルト・レール内務相にシュネツ部隊の存在は一切知らされていなかった。
アデナウアー首相にとって、この旧軍将校グループは頭痛の種だった。存在が露呈すればグレイハウンド運動のように批判を招き、再軍備の延期を余儀なくされる可能性があった。しかし一方で、新たな国軍の立ち上げにまだ数年を要する以上、少なくともそれまでの間はシュネツ部隊が唯一期待できる戦力であることも確かだった。また、1951年の時点ではフランスからの反発が依然として強く、西ドイツがヒンメロート覚書に沿った再軍備を行えるかどうかは不透明なままで、アメリカ側からも欧州防衛共同体構想（プレヴァン・プラン）に従うことを勧める意見が出始めていた。この構想において、西ドイツは国軍を持つことは認められず、戦車や飛行機の保有も禁止され、統合された欧州軍に旅団程度の部隊を参加させるのみとなる。結局、アデナウアーはこの非合法組織を直ちに解散させようとはせず、ゲーレン機関に対し支援および監視を行うよう命じた。1951年7月24日、シュネツはゲーレン機関と接触し、「影の軍隊」として協力したい旨を申し出た。ゲーレン機関側では、同年春頃からシュネツ部隊の存在を察知していた。ゲーレン機関の文書によれば、シュネツとゲーレンの間には「長年にわたり友好的な性質の関係」があったとされている。
シュネツ部隊はアメリカ管轄下の南ドイツで部分的には中隊レベルまでの組織化が進められ、拠点はヴュルテンベルク州とバイエルン州の各地に設けられた。シュトゥットガルトの集団幕僚部（Gruppenstab）を頂点として、各地に地区隊（Bereiche）、県代表部（Kreisbeauftragte）、市代表部（Ortsbeauftragte）といった下級編成が設置されていた。記録によれば、ルドルフ・フォン・ビュノー元歩兵大将が集団幕僚部を率い、シュネツは参謀長を務めていた。旧軍では大佐に過ぎなかったシュネツには、師団長たる少将や中将を任命することができなかったため、赫々たる武勲で知られ、また1947年の釈放直後から恩給問題の解決に取り組んでいて復員兵からの支持が厚かったフォン・ビュノーが名目上の司令官として招かれたのである。フォン・ビュノーとシュネツの直接の関係性は定かではないが、少なくとも彼ら2人が1930年代にヴァイマル共和国軍第13（ヴュルテンベルク）歩兵連隊に勤務していたことだけは確かである。第13歩兵連隊は旧ヴュルテンベルク王国陸軍が有した第1から第9までの全ての歩兵連隊の伝統を受け継いだ部隊であり、そのことはヴュルテンベルク州のあらゆる世代の軍人や名士に連隊を中心とした強い結びつきをもたらした。再軍備政策に深く関わっていた建設相エベルハルト・ヴィルダームトや首相付顧問ハンス・シュパイデルも第13歩兵連隊出身である。ヴィルダームトがカール・ゲルデラー率いる反ナチ運動の派閥に加わっていたことや、連合国側でもよく知られたエルヴィン・ロンメル元帥もかつて所属していたことが、アメリカが第13歩兵連隊出身者を信頼し再軍備にあたって重用した理由とされる。
シュネツ部隊は、主に将校から成る組織であり、名簿には3,000人の名があった。これによって3個師団、すなわち1個軍団の基幹人員が充足され、有事には復員兵らを招集して約4万人の戦力を構成することが期待された。組織の拡大に合わせ、シュネツ部隊の目的も明確に改められ、パルチザンやレジスタンスではなく、有事に政府と共に国外に逃れ、NATO軍と協働して国土の奪還に加わる「亡命軍」と位置づけられた。指導部の組織化が進む一方、物資の調達や集結地点の整備といった作戦の物理的な側面は、ゲーレン機関の財政上の都合からさほどの進捗を得られなかった。1953年の時点では、4個師団の構成が構想され、「師団長」としてフリードリヒ・ヴィルヘルム・ハウク元砲兵大将、ヴィルヘルム・ナーゲル元少将、ヴェルナー・カンプフェンケル元少将、アルフレート＝ヘルマン・ラインハルト元中将の4人の名が挙げられている。師団に相当する大地区隊（Großbereiche）はウルム、ハイルブロン、カールスルーエ、フライブルクに所在した。1953年6月14日の会議にて、内務省からの退役が2週間後に迫ったグラッセルがフォン・ビュノーに代わって司令官に就任すること、当時ウルム市議会議員を務めていたかつての第269歩兵師団長ハンス・ヴァーグナー元中将をウルムの「師団長」に任命することが決定した。
第25師団のほか、第5師団、第35師団、第78師団、そして武装親衛隊の元将校らがシュネツ部隊に参加していた。「同志」となった元将校の多くは、実業家や営業担当、弁護士、あるいは市長など、既に何らかの職に就いていた。東側による侵攻への危機感から志願した者や反共主義者のほか、戦時中のような「冒険」を求めて参加した者もいた。例えばヘルマン・ヘルター元中将は、「事務所で働いているだけでは幸せを感じられなかった」と述べている。
有事の際に拠点を設置する外国について、シュネツはスイス内のグループと交渉を行っていたものの不調に終わった。後にシュネツはスペインを候補の1つとして挙げていたという。
シュネツ部隊には防諜部（Abwehrapparat）も設置された。防諜部では反乱など西ドイツの国内動乱の可能性を想定し、左派市民や社民党議員フリッツ・エルラーのような左派政治家の調査監視を行っていた。両組織の協力の一環として、シュネツ部隊の防諜部は左翼あるいは左翼と思しき市民のリストを作成し、ゲーレン機関に提出している。
シュネツは極右・反共グループであるドイツ青年同盟（BDJ）とその武装部門である技術局（Technischer Dienst）に接触していた。シュネツらと同様、BDJもソ連邦による侵攻が始まった際のパルチザン作戦展開を計画していたためである。なお、BDJはアメリカが秘密裏に資金提供をしていたグループだが、ナチス・ドイツ時代の元将校が参加していたほか、1953年には極右団体として違法化されている。そのほか、あるアメリカ側の文書によれば、類似の抵抗を計画していたオットー・スコルツェニー元SS中佐ともシュネツは接触し、1951年2月に「シュヴァーベン地域で直ちに協力する」ことで合意したとされている。
野党勢力のうち、社民党党首クルト・シューマッハーや同党幹部カルロ・シュミットなど、一部の要人にはシュネツ部隊の存在が伝えられていたとされる。

### 再軍備と解散
シュネツ部隊は、いわばヒンメロート覚書で構想された12個師団陸軍の実現が遅れた場合に備えた「プランB」として維持されていた。1953年までにゲーレン機関からシュネツへの報酬は支払われなくなった。1955年には新たな国軍としてドイツ連邦軍が設置され、シュネツ部隊の政治的な役割は失われた。正式にいつ解散したのかは記録に残されていない。
再軍備後、シュネツは連邦軍に参加し、1950年代末までにフランツ・ヨーゼフ・シュトラウス国防相の側近の1人に数えられるようになった。その後、将校としては大将まで務め、陸軍総監などを歴任した。シュネツはこの組織について一切語らないまま2007年に死去した。
シュネツ部隊の「師団長」たちは連邦軍には参加しなかったものの、その他の将校については名が明かされておらず不明である。
シュネツ部隊と類似の構想はその後もシュネツ自身、あるいはその他の将校によって何度も連邦軍の中で蘇り、議論されていくことになる。